# Friedrich Jendrosch
Friedrich Fritz Jendrosch (* 22. Mai 1890 im Lomnitz/Kreis Rosenberg; † 28. November 1944 im KZ Sachsenhausen) war ein deutscher Politiker (KPD).

## Leben und Wirken

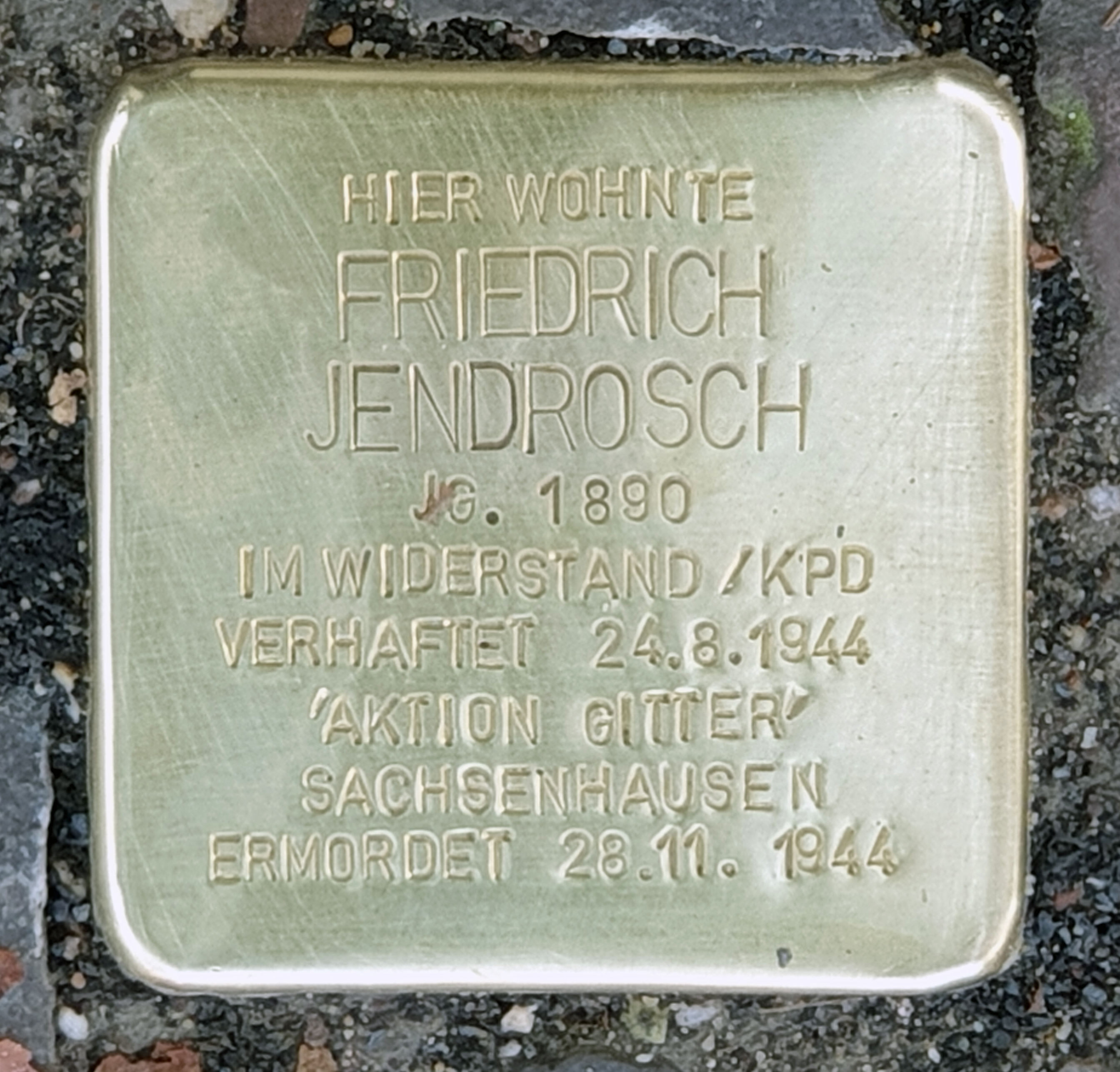
Stolperstein am Haus, Osloer Straße 110, in Berlin-Gesundbrunnen

Nach dem Besuch der Volksschule in Rosenberg und Pitschen begann Jendrosch eine Bäckerlehre, die er zugunsten einer Schlosserlehre vorzeitig abbrach. Ergänzend dazu besuchte er die Fortbildungsschule in Rosenberg. Danach lebte er als Eisenbahnarbeiter im oberschlesischen Hindenburg.
Vor dem Ersten Weltkrieg gehörte Jendrosch der SPD an. 1919 trat er zur Kommunistischen Partei Deutschlands (KPD) über. 1920 wurde er Stadtverordneter in Hindenburg und Abgeordneter des schlesischen Provinziallandtages.
Anlässlich der Reichstagswahl vom Mai 1924 wurde Jendrosch für die KPD in den Reichstag gewählt, aus dem er aber bereits Ende Juni 1924 wegen der Neuwahl in seinem Wahlkreis wieder ausschied. Im Dezember 1924 zog Jendrosch stattdessen für den Wahlkreis Oppeln in den Preußischen Landtag ein, dem er zwei Sitzungsperioden lang bis 1932 angehörte.
Von 1925 bis 1929 war Jendrosch Polleiter des KPD-Bezirks Oberschlesien. Danach hatte er nur noch kleinere Funktionen inne. Nachdem er 1932 nicht mehr als Landtagskandidat aufgestellt wurde, siedelte Jendrosch nach Berlin über. Mitte der 1920er-Jahre war Jendrosch im Einheitsverband der Eisenbahner Deutschlands gewerkschaftlich organisiert. Ab 1929/30 gehörte er der Revolutionären Gewerkschafts-Opposition (RGO) an, für die er Funktionen übernahm. Für die RGO war Jendrosch 1930 Mitglied des Hauptbetriebsrates der Deutschen Reichsbahn.
Nach 1933 arbeitete Jendrosch als Markthändler. Außerdem betätigte er sich im Widerstand gegen das NS-Regime im Rahmen illegaler Strukturen der KPD. Er stand unter Beobachtung der NS-Sicherheitsbehörden und musste mehrfach seinen Wohnort wechseln.
Am 24. Juli 1944 wurde Jendrosch im Zuge der „Aktion Gitter“ von der Gestapo verhaftet und ins KZ Sachsenhausen verbracht. Seine Frau Hedwig Jendriosch, geborene Kroll (* 6. Oktober 1894; † 12. Juli 1991) erhielt am 6. Dezember 1944 die Nachricht, dass ihr Mann am 28. November 1944 an einer eitrigen Hirnhautentzündung verstorben sei (Biografie E.J. von O. Köhncke Quelle auch von Weber und Herbst 2004). Nach anderen Quellen wurde Friedrich Jendrosch mit einem Gewehrkolben von einem KZ-Aufseher erschlagen (Biografie E.J. von O.Köhncke, Quelle auch von Weber und Herbst. 2004).

## Gedenken

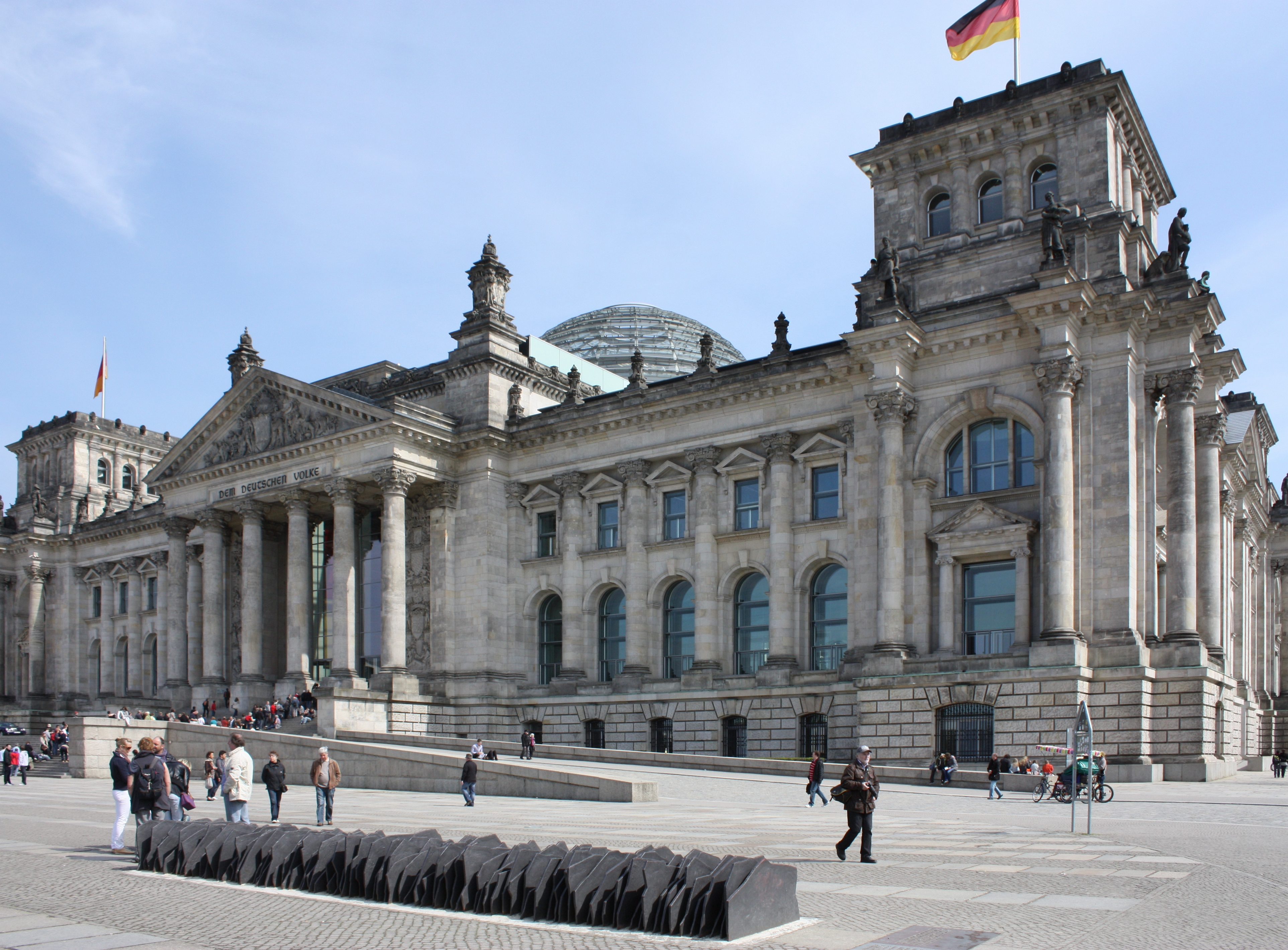
Gedenktafeln am Reichstag

Seit 1992 erinnert in Berlin in der Nähe des Reichstags eine der 96 Gedenktafeln für von den Nationalsozialisten ermordete Reichstagsabgeordnete an Jendrosch.
Am 8. Oktober 2022 wurde vor seinem ehemaligen Wohnort, Berlin-Gesundbrunnen, Osloer Straße 110, ein Stolperstein verlegt.